# Чурачики (Цивильский район)
Чура́чики (чув. Чурачӑк) — село в Цивильском районе Чувашской Республики. Административный центр Чурачикского сельского поселения.

## География
Находится в северной части Чувашии на расстоянии приблизительно 13 км на юг по прямой от районного центра города Цивильск.

## История
Известно с 1719 года как деревня с 63 дворами (197 мужчин). В 1747 году учтено 269 мужчин, в 1795—125 дворов, 697 жителей, в 1858—816, в 1897—663 жителя, в 1906—167 дворов, 747 жителей, в 1926—200 дворов, 805 жителей, в 1939—1013 человек, в 1979—1538. В 2002 году — 671 двор; 2010—590 домохозяйств. В период коллективизации был организован колхоз «Броневик», в 2010 году работало ООО КФХ «Луч». Имеется действующий храм Успения Пресвятой Богородицы (с 1748—1937, с 1990).

## Население
Постоянное население составляло 1970 человек (чуваши 95 %) в 2002 году, 1743 в 2010.